# Дом 29 на улице Гибизова

Фото 1960 года

Дом 29 на улице Гибизова — памятник истории во Владикавказе, Северная Осетия. Объект культурного наследия России регионального значения. Памятник, связанный с жизнью осетинского писателя Арсена Борисовича Коцоева. Находится на улице Гибизова, 29.
Дом построен в начале XX века. Расположен в исторической части города на правом берегу реки Терек. В этом доме с 1929 по 1944 года проживал основоположник современной осетинской литературы Арсен Борисович Коцоев. Здание внесено в реестр охраняемых памятников истории 30 августа 1960 года Постановлением № 1327 Совета министров РСФСР.
Фасад одноэтажного здания на кирпичном фундаменте выходит на улицу Гибизова. По фасаду расположены шесть окон. До ремонта крыша дома была черепичной, в настоящее время покрыта железным материалом.
На левой стороне фасада расположена мемориальная доска из чёрного гранита с надписью «В этом доме жил с 1929 по 1944 год выдающийся осетинский писатель Коцоев Арсен Борисович». Ранее на этом месте находилась другая мемориальная доска из красного мрамора с гипсовым барельефом писателя с аналогичной надписью, установленная решением исполкома Джауджикауского городского совета от 4 февраля 1947 года.

## Галерея

Бывшая мемориальная доска
Современная мемориальная доска

## Источник
- Паспорт объекта, Государственная инспекция по охране памятников истории и культуры, Министерство культуры РСФСР